# Шабдрунг Нгаванг Намгял
Шабдрунг Нгаванг Намгял (тиб. ཞབས་དྲུང་ངག་དབང་རྣམ་རྒྱལ་, Вайли zhabs drung ngag dbang rnam rgyal) (1594 – 1651 г.) е основателят на Бутан, будистки монах от школата Друкпа Кагю.
Обединява страната около 1630 г. и придава на Бутан собствена държавна и културна идентичност, отделяйки бутанската култура от тибетската.
Шабдрунг произхожда от влиятелно религиозно семейство в Тибет. Дядо му е изгонен от Тибет по времето на конфликт с школата
Гелугпа и се заселва в долината на Паро в западен Бутан, където местното население се придържа към школата Кагю.
През 1627 г. Бутан е посетен за пръв път от европейци – португалските йезуити Касела и Кабрал. Те говорят за Шабдрунг като за доброжелателен и интелигентен стопанин, изпълнен с творчество и духовни сили. По това време той е завършил тригодишния си обет за мълчание, необходим за своя ранг на висш лама. Той се оказва готов да подкрепя всячески йезуитите и да разреши строежа на църкви, но целите им били да достигнат Тибет.
През 1634 г. по времето на Битката на петте лами Шабдрунг успява да победи с обединените тибетско-бутански сили, след което обединява и Бутан като държава.
Шабдрунг установява двойна система на властта, когато страната се управлява от назначените от Шабдрунг Нгаванг Намгял духовен лидер Дже Кхемпо и административен лидер Дези Друк. Това деление се съхранява до 1905 г.
Из цялата страна Шабдрунг организира строителство на крепости, наречени дзонг, които се използвали както за администрация, така и за будистки манастири.
За столица Шабдрунг избира дзонга Пунакха и управлява оттам до смъртта си през 1651 г. За да избегнат безредици, неговите близки съветници укриват смъртта му в продължение на 54 години. Така както не е имало нищо необичайно в обета му за мълчание, така е можело и да се убеди населението в неговото трайно присъствие, въпреки че след няколко десетки години това става все по-трудно и по-трудно.
Тялото на Шабдрунг Нгаванг Намгял в свещена ступа дзонга Пунакха и се намира под постоянна стража, което се счита за много почтена работа в Бутан.
В днешно време за въплъщение на Нгаванг Намгял се счита известният учител по дзогчен, професор Чогял Намкхай Норбу.